# Wiener Neustädter Flugzeugwerke

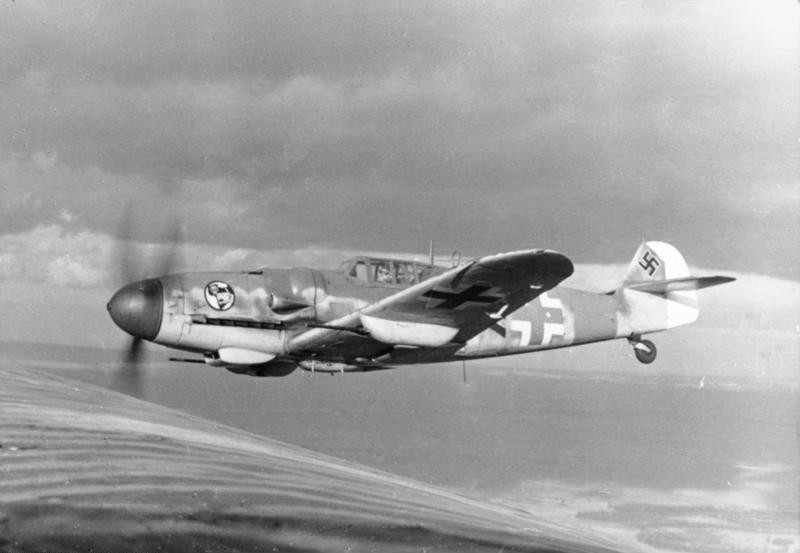
Von über 33.000 Jagdflugzeugen des Typs Messerschmitt Bf 109 bauten die WNF rund ein Viertel.

Die Wiener Neustädter Flugzeugwerke GmbH (WNF) war ein Flugzeughersteller in Wiener Neustadt (damals „Ostmark“). Sie entstand aus der Wiener Neustädter Flughafenbetriebs GmbH, die von der Berliner Luftfahrtkontor GmbH, einer Treuhänderin des Deutschen Reiches, nach dem „Anschluss“ Österreichs übernommen wurde. Nach Umfirmierung der Flughafenbetriebs GmbH in Wiener Neustädter Flugzeugwerke wurde das Unternehmen großzügig erweitert.
Im Rahmen der Aufrüstung der Wehrmacht wurde der Betrieb als Zweigwerk der staatlichen Messerschmitt AG neben der Messerschmitt GmbH in Regensburg und dem Leipziger Erla Maschinenwerk zum Hauptlieferanten des deutschen Standardjägers Messerschmitt Bf 109. Ab 1939 liefen bei WNF die ersten Bf 109 in der Version E vom Band. Bis Kriegsende 1945 fertigte das Werk 8.545 der Jagdflugzeuge in zahlreichen Versionen, was einem Viertel der über 33.000 gebauten Bf 109 entspricht. Der Höchststand an Beschäftigten betrug 15.000.

## Geschichte
Der Flugzeugbau in Wiener Neustadt begann zunächst bei der 1915 gegründeten Oesterreichischen Flugzeugfabrik AG (Oeffag) und wurde bis Kriegsende 1918 betrieben. Nach der von den Alliierten verfügten Einstellung der Flugzeugproduktion produzierte die Firma Autokarosserien für Austro Daimler. Im Jahre 1928 fusionierte die Oeffag mit Austro-Daimler und den Puch-Werken zur Austro-Daimler-Puchwerke A.G.; diese wiederum bildeten ab 1934 zusammen mit der Steyr-Werke AG die Steyr-Daimler-Puch AG, die im selben Jahr die Betriebsstätte in Wiener Neustadt stilllegte.
Die Wiener Neustädter Flughafenbetriebs GmbH wurde 1935 durch die österreichischen Jagdflieger des Ersten Weltkriegs Julius Arigi und Benno Fiala von Fernbrugg gegründet. Die Gesellschaft erwarb von Steyr-Daimler-Puch das stillgelegte Oeffag-Werk in der Wienerstraße. Als technischer Direktor wurde der ungarische Flugzeugkonstrukteur Ing. Árpád Lampich und als Werkspilot Julius Arigi eingestellt. Die Betriebsleitung übernahm Ing. Erich Meindl. Folgende Sportflugzeugtypen wurden gebaut:
- Lampich L 9 (85 PS), NL XXI (95 PS), NL XXII (150 PS)
- Bànhidi Gerle 16 (100 PS), Gerle 17 (100 PS), Gerle 18 (125 PS)

- Meindl/van Nees „Kadett“ A VIIb (95 PS)
- RWD-13S (polnisches Sanitätsflugzeug)

Ferner wurden dort auch Flugzeuge des österreichischen Bundesheeres gewartet.
Mit dem „Anschluss“ Österreichs an das Deutsche Reich ging die Flughafenbetriebs GmbH in die Verwaltung des Reichsluftfahrtministeriums (RLM) und wurde am 13. März 1938 von der Berliner Luftfahrtkontor GmbH als Treuhänderin übernommen, die sie in Wiener Neustädter Flugzeugwerke umbenannte.

## Werksausbau und Betrieb bis zum 13. August 1943
Neben dem Werk I (Wiener Neustadt – Wienerstraße) wurden noch die Werke II (Wiener Neustadt – Pottendorferstraße), III (Fischamend), IV (Ober-Grafendorf) und V (Klagenfurt – ehemalige Tabakfabrik) betrieben.

## Betriebsauslagerung und Zusammenbruch
siehe auch: Luftangriffe auf Wiener Neustadt
Die Bedeutung des nunmehr größten Messerschmitt-Werks des Deutschen Reiches führte dazu, dass die WNF ein Hauptziel der United States Army Air Forces (USAAF) wurde. Insbesondere waren die Alliierten bald über die genauen Lagepläne der Produktionsanlagen informiert, denn es gelang der österreichischen Widerstandsgruppe rund um Kaplan Heinrich Maier exakte Pläne dem amerikanischen Office of Strategic Services beziehungsweise dem britischen Geheimdienst SOE zukommen zu lassen. In einem geheimen Untersuchungsbericht der Wiener Gestapo vom Juli 1944 heißt es dazu: „Im September 1943 beschlossen Maier und Messner, die wichtigsten Rüstungsbetriebe den Feindmächten preiszugeben, um einerseits einen Beitrag der österreichischen Widerstandsbewegung zum Sieg der Alliierten zu leisten und andererseits zu verhindern, dass die für friedensmäßige Erzeugung wichtigen Industrien und offenen Städte durch die feindliche Luftwaffe zerstört würden.“ Mit den Lageskizzen der Fabrikationsanlagen wurden den alliierten Bomber genaue Luftschläge ermöglicht. Am 13. August 1943 erfolgte der erste Luftangriff alliierter Bomber auf österreichisches Gebiet, als 61 Consolidated B-24-Bomber der 9. US-Luftflotte von Stützpunkten in Nordafrika aus die WNF-Flugzeugwerke angriffen, wobei 181 Menschen ums Leben kamen und 850 verletzt wurden. Dreißig Tote und 22 Verletzte im Werk direkt sowie 66 weitere Todesopfer im Umkreis forderte der zweite Angriff am 1. Oktober. Insgesamt erfolgten 29 Bombenangriffe auf Wiener Neustadt, der letzte am 1. April 1945. Von 4.000 Häusern der Stadt waren an diesem Tag nur noch 18 unbeschädigt. Dem Flugzeugwerk selbst erging es nicht viel besser. Um die Fertigung aufrechtzuerhalten, wurde das Werk auf zahlreiche ober- und unterirdische Standorte von Kärnten bis nach Mähren aufgeteilt. Die größte Auslagerung befand sich in Markersdorf nahe St. Pölten, ein weiteres waren drei Eisenbahntunnel in Mähren unter dem Decknamen Diana.
Schon 1943 wurden umfangreiche Bunkeranlagen geplant, die unter dem Flugfeld errichtet werden sollten.
Werk I:
Im Werk I erfolgte die Bf-109-Endmontage mit Teilen aus Werk II, so z. B. Motoreneinbau, Flügelmontage, Lackierung, Waffentests, Kompasseichung und der Einflug.
Werk II:
Werk II wurde etwas südöstlich von Werk I in einer ehemaligen Motorenfabrik eingerichtet. Hier wurde Einzelteile wie Tragflächen, Rümpfe, Cockpits, Leitwerke usw. gefertigt und Baugruppen vormontiert.

## Eigene Flugzeugtypen
- WNF Wn 11
- WNF Wn 15
- WNF Wn 16

## Fotogalerie
Im Wiener Neustädter Flugmuseum Aviaticum ist eine Messerschmitt Bf 109 ausgestellt, welche aus Originalteilen zusammengebaut wurde. Unter anderem enthält sie Teile, die nachweislich in den Wiener Neustädter Flugzeugwerken gefertigt worden sind. So wurden bei der Restaurierung der Höhenruder die originalen WNF-Typenschilder entdeckt. An der Innenseite der linken Höhenflossenbeplankung wurde eine mit Bleistift angebrachte Inschrift gefunden: 11.9.42 Stück 3 Stefan u. Else.

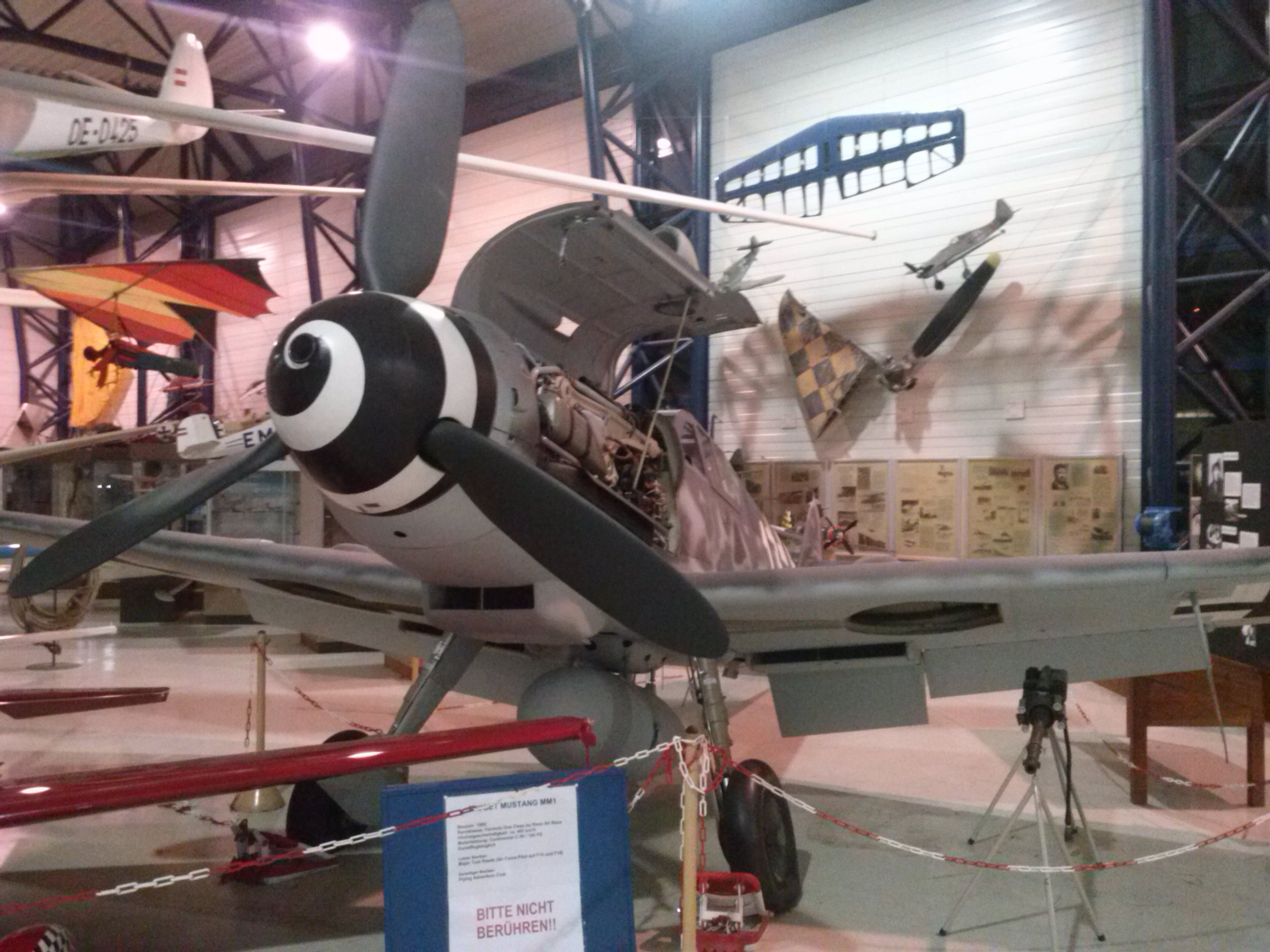
Nachbau einer Messerschmitt Bf 109 mit Originalteilen
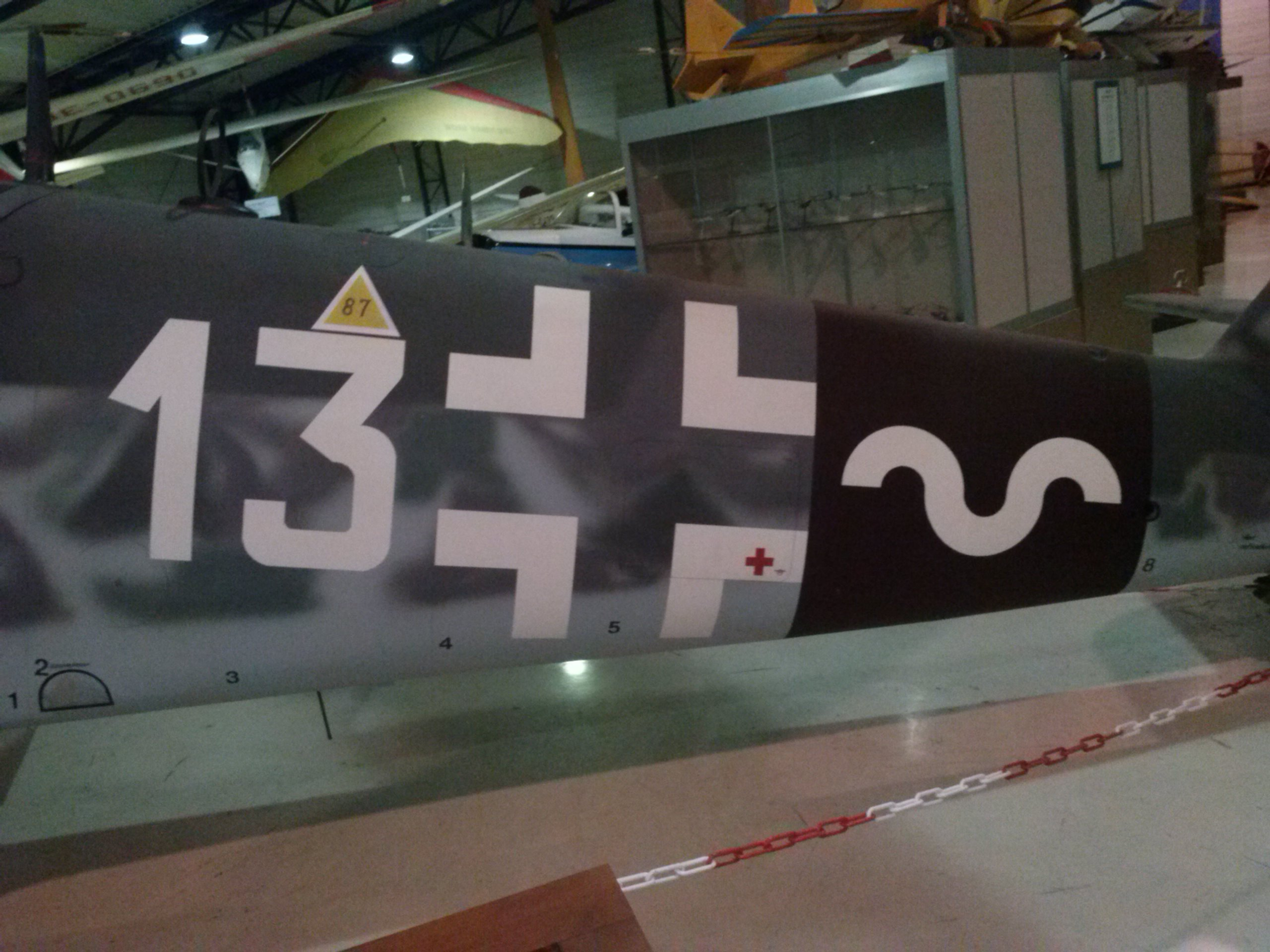
Einige Teile stammen von einer abgestürzten Maschine des JG 54
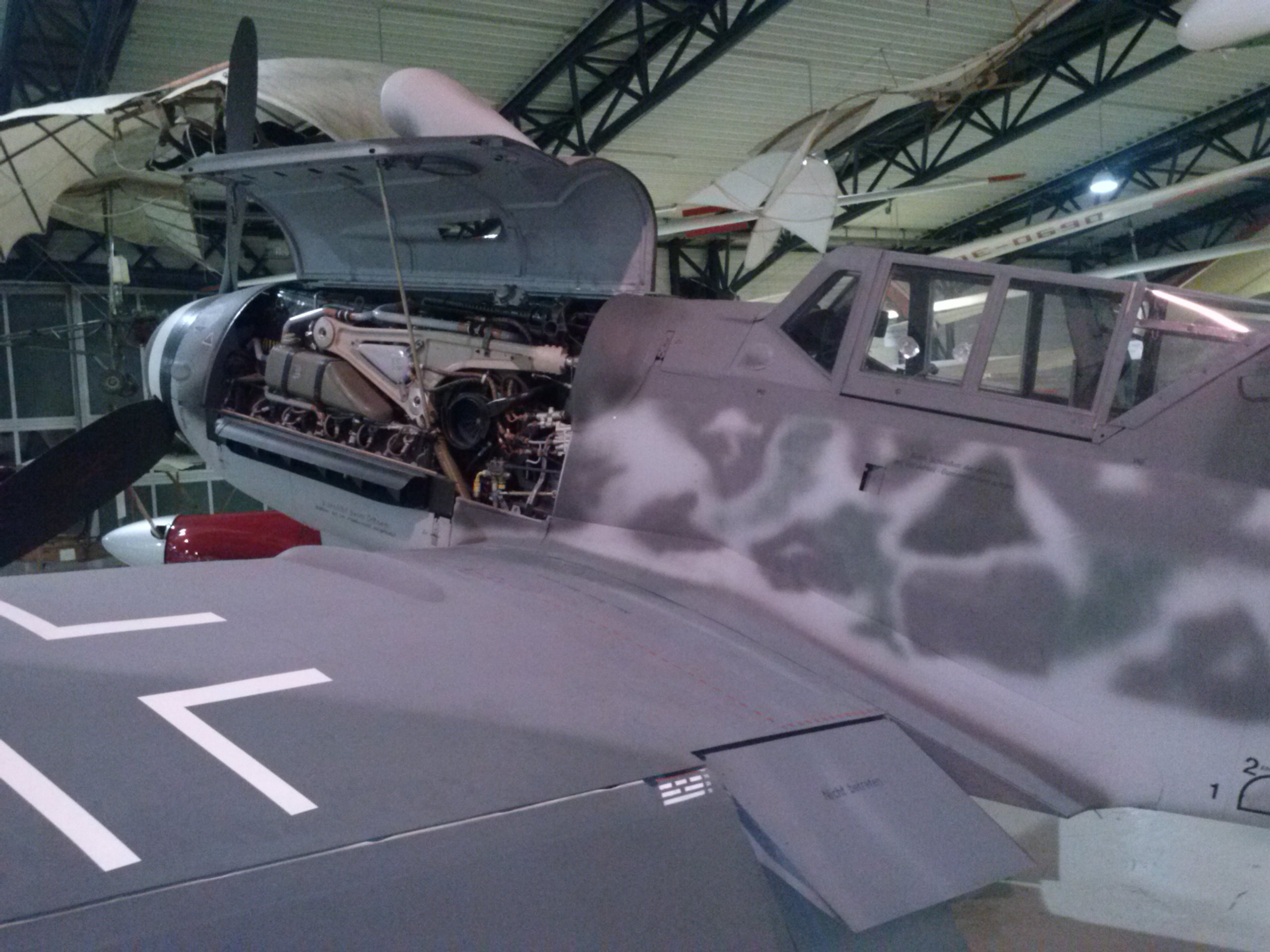
Seitenansicht auf Kanzel und Motor
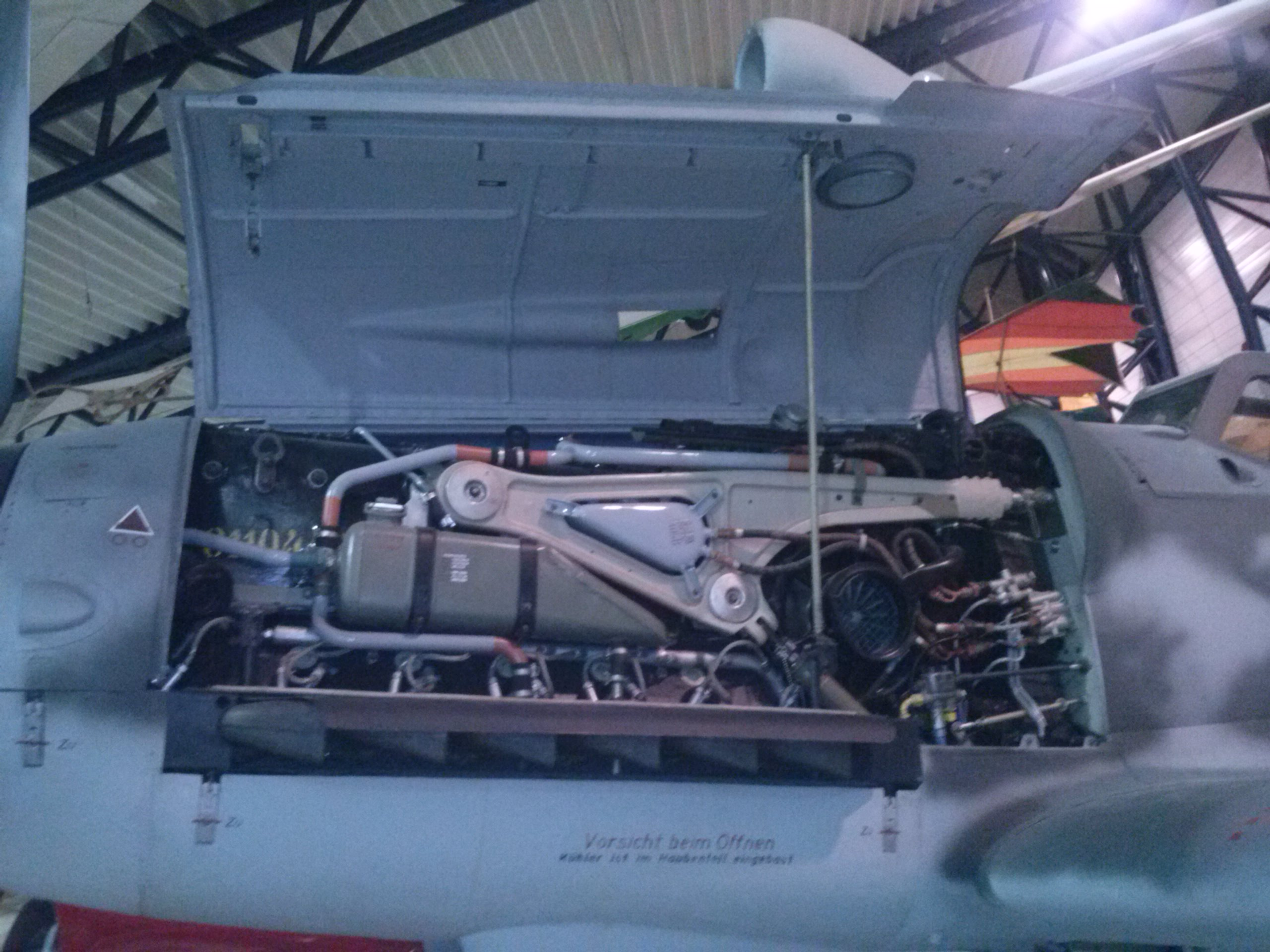
Seitenansicht auf Motor
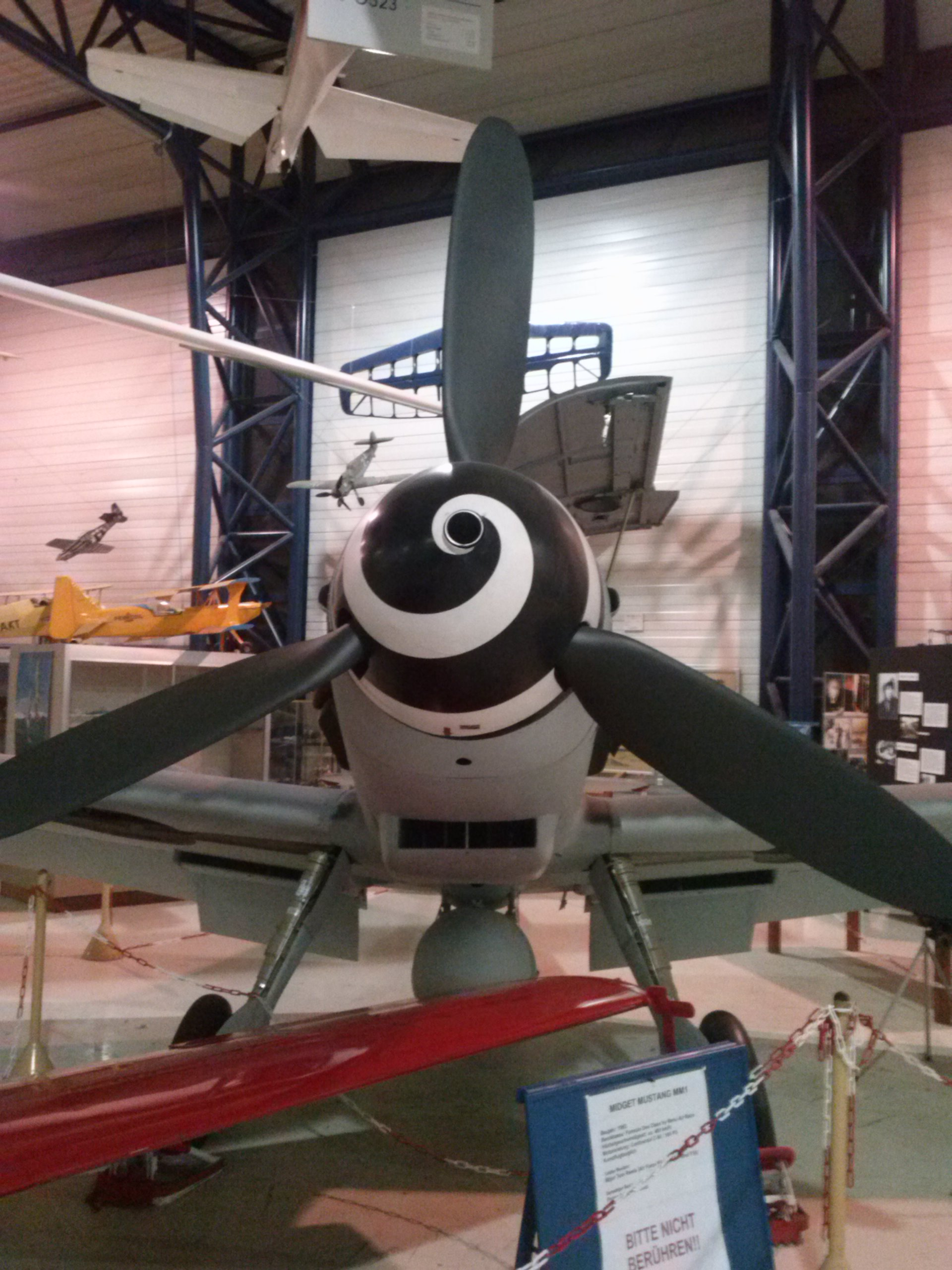
Luftschraube mit MG-Lauf im Spinner